# Transformação politrópica

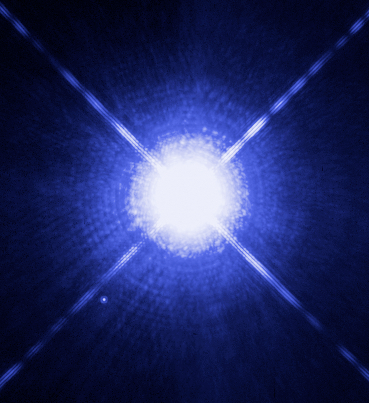
As transformações politrópicas desempenham um papel fundamental no estudo de interior das anãs brancas.

Uma transformação politrópica é uma transformação termodinâmica na qual a pressão e o volume de um gás (normalmente considerado ideal) são relacionados por um expressão da forma:
{\displaystyle PV^{\gamma }={\hbox{const}}\quad (1)\,}
a quantidade {\displaystyle \gamma \,} é a priori um número real arbitrário.
Nesse processo termodinâmico, há tanto uma transferência de energia dentro do sistema que contém o gás ou gases quanto uma transferência de energia com o ambiente externo.

## Casos particulares
- Quando {\displaystyle \gamma =0\,}, a equação (1) reduz-se a:

{\displaystyle P={\hbox{const}}\,}
neste caso, o pressão é mantida constante e o processo é dito isobárico.
- Quando {\displaystyle \gamma =1\,}, a equação (1) reduz-se a:

{\displaystyle PV={\hbox{const}}\,}
Se o gás é considerado ideal {\displaystyle \left(PV=nRT\right)\,}, a temperatura é mantida constante e o processo é dito isotérmico.
- Quando o gás é ideal e {\displaystyle \gamma =C_{p}/C_{v}\,} é a coeficiente de expansão adiabática, então (1) descreve um processo adiabático e isentrópico.

- Quando {\displaystyle \gamma \rightarrow \infty \,}, a equação (1) assume a forma:

{\displaystyle V={\hbox{const}}\,}
e o processo é isocórico.

## Equivalência entre o coeficiente politrópico e a razão de transferências de energia

Os processos politrópicos se comportam de maneira diferente com vários índices politrópicos. Um processo politrópico pode gerar outros processos termodinâmicos básicos.

Para um gás ideal em um sistema fechado passando por um processo lento com mudanças insignificantes em cinética e energia potencial o processo é politrópico, tal que
{\displaystyle pv^{(1-\gamma )K+\gamma }=C}
onde C é uma constante, {\displaystyle K={\frac {\delta q}{\delta w}}}, {\displaystyle \gamma ={\frac {c_{p}}{c_{v}}}}, e com o coeficiente politrópico {\displaystyle n={(1-\gamma )K+\gamma }}.

## Relação com processos ideais
Para determinados valores do índice politrópico, o processo será sinônimo de outros processos comuns. Alguns exemplos dos efeitos da variação dos valores do índice são fornecidos na tabela a seguir.
| Índice politrópico | Relação              | Efeitos |
| ------------------ | -------------------- | --- |
| n < 0              | —                    | Os expoentes negativos refletem um processo onde trabalho e calor fluem simultaneamente para dentro ou para fora do sistema. Na ausência de forças exceto pressão, tal processo espontâneo não é permitido pela segunda lei da termodinâmica; no entanto, os expoentes negativos podem ser significativos em alguns casos especiais não dominados por interações térmicas, como nos processos de certos plasmas em astrofísica, ou se existem outras formas de energia (e.g. energia química) envolvidas durante o processo (e.g. explosão). |
| n = 0              | {\displaystyle p=C}  | Equivalente a um preocesso isobárico (pressão constante) |
| n = 1              | {\displaystyle pV=C} | Equivalente a um processo isotérmico (temperatura constante), sob a suposição da lei dos gases ideais, dado que {\displaystyle pV=nRT}. |
| 1 < n < γ          | —                    | Sob a suposição da lei dos gases ideais, os fluxos de calor e trabalho fluem em direções opostas (K > 0), como na refrigeração por compressão de vapor durante a compressão, onde a elevada temperatura do vapor resultante do trabalho realizado pelo compressor sobre o vapor leva a alguma perda de calor do vapor para o ambiente mais frio. |
| n = γ              | —                    | Equivalente a um processo isentrópico (adiabático e reversível, sem transferência de calor), sob a suposição da lei dos gases ideais. |
| γ < n < ∞          | —                    | Sob a suposição da lei dos gases ideais, os fluxos de calor e trabalho vão na mesma direção (K < 0), como em um motor de combustão interna durante o curso de potência, onde o calor é perdido dos produtos de combustão quentes, através das paredes do cilindro, para o ambiente mais frio, ao mesmo tempo que esses produtos de combustão quentes empurram o pistão. |
| n = +∞             | {\displaystyle V=C}  | Equivalente a um processo isocórico (volume constante) |

Quando o índice n está entre quaisquer dois dos valores anteriores (0, 1, γ, ou ∞), isso significa que a curva politrópica cortará (será delimitada por) as curvas dos dois índices delimitadores.
Para um gás ideal, 1 < γ < 5/3, já que pela relação de Mayer
{\displaystyle \gamma ={\frac {c_{p}}{c_{v}}}={\frac {c_{v}+R}{c_{v}}}=1+{\frac {R}{c_{v}}}={\frac {c_{p}}{c_{p}-R}}.}

## Fluido politrópico
Fluidos politrópicos são fluidos idealizados de especial importância na astrofísica e constituem um caso particular dos fluidos barotrópicos onde a equação de estado é dada por:
{\displaystyle P=C\rho ^{\gamma }=\rho ^{\left(1+1/n\right)}\,}
Aqui, n é chamado de índice do politropo.
Uma estrutura esférica formada por um gás cuja equação de estado é a dos fluidos politrópicos submetida à influência exclusiva do campo gravitacional de sua própria massa é chamada de politropo e o perfil de densidade e pressão em função da distância ao centro é dada pela equação de Lane-Emden.